# Greenhorn (Oregón)
Greenhorn es una ciudad ubicada en los condados de Baker y Grant en el  estado de Oregón (Estados Unidos). En el año 2000 tenía una población de 2 habitantes y una densidad poblacional de 8 personas por km².

## Geografía
Greenhorn se encuentra ubicada en las coordenadas 44°42′31″N 118°29′48″O / 44.70861, -118.49667.

## Demografía
Según la Oficina del Censo en 2000, la ciudad estaba deshabitada.